# Robert Gordon Latham
Pour les articles homonymes, voir Latham (homonymie).
Robert Gordon Latham (24 mars 1812 - 9 mars 1888) est un philologue et ethnologue britannique. 

## Biographie
Né à Billingborough, Lincolnshire, où son père est pasteur, Latham étudie la médecine à Cambridge et en est diplômé en 1832, et la philologie en Scandinavie. Il pratique dans les hôpitaux de Londres, mais il demeure attiré par la philologie et l'ethnologie. Il est nommé professeur d'anglais et de littérature à l'University College de Londres en 1839, et directeur du département ethnologique du Crystal Palace en 1852. Il veut réformer l'orthographe de l'anglais et écrit plusieurs ouvrages sur l'histoire de l'anglais et sa grammaire. 
Il prend sa retraite en 1863.